# إيميل هيدفال
إيميل هيدفال (بالسويدية: Emil Hedvall)‏ (9 يونيو 1983 في السويد - ) هو لاعب كرة قدم سويدي في مركز حراسة المرمى. شارك مع منتخب السويد تحت 17 سنة لكرة القدم. أما مع النوادي، فقد لعب مع غيفلي وSöderhamns FF ‏ وForssa BK ‏ وGagnefs IF ‏.

## روابط خارجية
- إيميل هيدفال على موقع اتحاد السويد (السويدية)
- إيميل هيدفال على موقع قاعدة بيانات كرة القدم.إي يو (الإنجليزية)
- إيميل هيدفال على موقع Soccerway.com (الإنجليزية)